# Lionel Rogg
Lionel Rogg (21 de abril de 1936, Ginebra, Suiza) es un organista y compositor y profesor de teoría musical. Es considerado uno de los mejores intérpretes de la música de órgano de Johann Sebastian Bach, y registró todas sus obras para órgano en tres ocasiones.
A los 15 años, Rogg se hizo cargo del órgano de San Bonifacio en Ginebra. Más tarde, en el Conservatorio de Música de Ginebra, estudió con Pierre Segond (un alumno de Marcel Dupré). Obtuvo grados en armonía, contrapunto y Fuga, y ganó becas, premios de piano y órgano, y un Primer Premio de lectura a primera vista. En 1959 ganó el segundo lugar en una competencia para órgano en el ARD Concurso Internacional de Música en Múnich. También estudió con Nikita Magaloff.
Después de tres años de estudio, en 1961 dio una serie de diez recitales de obras completas para órgano de Bach en el Victoria Hall en Ginebra, seguido de conciertos de órgano en Francia, España, Bélgica, Holanda, Suiza, y en Inglaterra en St Albans y Royal Festival Hall en Londres. Brindo dos recitales interpretando Orgelbüchlein de Bach en el Festival Internacional de Montreux de 1962, y participó en festivales y semanas de órganos en Bayreuth y Núremberg.
Poco después de sus recitales de Ginebra, Rogg fue invitado a grabar todas las piezas de órgano de Bach en los nuevos órganos electro-neumáticos de sesenta y siete registros construido en Zúrich Grossmunster construido por la firma de suiza Metzler & Söhne Orgelbau entre 1958-1960. Este programa se inició en septiembre de 1961 y se terminó en septiembre de 1964, en diez sesiones de tres noches cada una. La grabación fue realizada por el servicio técnico de Radio Zúrich con tres micrófonos, dos para los positifs y uno para el Grande y los pedales, pero fueron procesados y masterizado en Inglaterra por Oryx Records. Las grabaciones resultantes se editaron en el sello Bach Recording.
Rogg grabó las obras completas de órgano de Bach para Harmonia Mundi, que fueron editadas por primera vez en 1970 y reeditadas en CD en 1992 y en el 2000, fueron grabadas en un órgano Silbermann Arlesheim. Este instrumento fue construido por Johann Andreas, hijo de Andreas Silbermann, en 1761, y fue restaurado por Metzler en 1959-1962.
Además de conciertos de órgano, Rogg compuso música, tocó el clavicordio e hizo grabaciones con grupos de cámara. Realizó grabaciones clavecín y piano para la Suiza Broadcasting Company, incluyendo un interpretación de las seis sonatas en trío de Bach, en el su clave con pedales Wittmayer. Lionel Rogg escribió un manual sobre contrapunto, y volvió al Conservatorio de Música de Ginebra para trabajar como profesor de contrapunto y fuga. Su grabación de Danzas del Renacimiento (en la que interpretó el órgano positivo y llevó a cabo un conjunto de instrumentos del Renacimiento en varias danzas y otras obras) fue galardonado con un Gran Premio del Disco y un Premio Edison, y fue reeditado Odyssey Records a mediados de los años 1970.
En 1969 grabó Die Kunst der Fuge, BWV 1080 (es: El arte de la fuga), y fue publicada por el sello Gramophone Company HMV CSD, 3666-3667, incluye un formulario de "Contrapunctus XVIII" con una terminación conjetural de Rogg, además de una interpretación de la fuga original (incompleta). Estas piezas se grabaron en el órgano de la catedral de San Pedro, Ginebra, y en Santa Maria della Mercede, Roma, entre otros.